# Parafia św. Jana Chrzciciela w Janowcu
Parafia św. Jana Chrzciciela w Janowcu – parafia rzymskokatolicka, znajdująca się w diecezji tarnowskiej, w dekanacie Radomyśl Wielki.
Kościół został zbudowany w latach 1983-1992 wg projektu Józefa Szczebaka. Konsekrowany 22 czerwca 1983 przez biskupa Józefa Gucwę.